# Zugseil

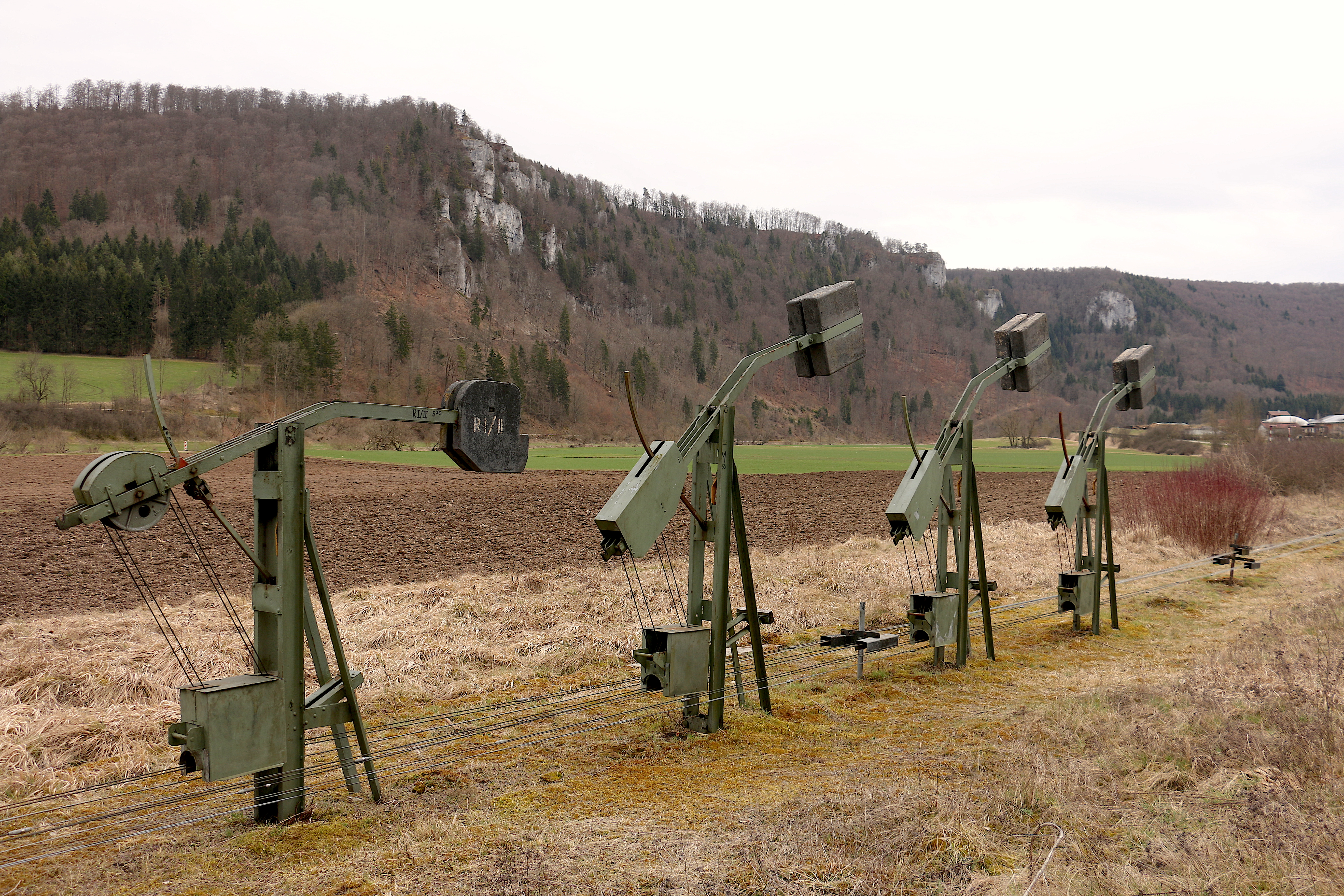
Spannwerk mit Seilen für Formsignale

Das Zugseil ist in der Mechanik ein Seil, das durch Zug einen mechanischen Prozess in Gang setzt, der das Prinzip des Flaschenzugs enthalten kann.
Einsatzbeispiele:
- bei Seilbahnen wird das Zugseil zur Übertragung der Antriebskraft genutzt. Im Gegensatz dazu dient das Tragseil dazu, den größten Teil der Gewichtskräfte aufzunehmen.[1]
- bei Eisenbahnsignalen wird die Stellung der Anzeigen (Signalarme/-teller etc.) über Zugseile vom Stellwerk aus vorgenommen (vereinzelt noch im Gebrauch). Die Zugseile können mehrere hundert Meter lang sein.
- in der Militärtechnik können die Auslöser für Minen über Zugseile betätigt werden. Möglich ist dies durch Berührung oder „von Hand“ durch einen Beobachter.

Um die Übertragung von Bewegungen, Aktionen und Kräften möglichst verzögerungs- und verlustfrei durchzuführen, werden Zugseile dehnungsarm (auch als massive Drähte) ausgeführt und unter Spannung (z. B. durch Spanngewichte) gehalten.